# Vuelta Internacional Femenina a Costa Rica
Die Vuelta Internacional Femenina a Costa Rica (dt. internationale Costa Rica-Rundfahrt der Frauen) ist ein costa-ricanisches Straßenradrennen für Frauen.
Der Wettbewerb wird einer ersten Austragung 1991  seit 2002 mit Ausnahme der Jahre 2020 und 2021 jährlich ausgetragen. Es ist von der UCI in die Kategorie 2.2 eingestuft und wird von der Federacion Costaricense de Ciclismo, dem costa-ricanische Radsportverband organisiert.

## Palmarès
| Jahr | Siegerin          | Zweite                      | Dritte                 |          |
| ---- | ----------------- | --------------------------- | ---------------------- | -------- |
| 1991 | Rosaura Méndez    |                             |                        |          |
| 2002 | Karen Matamoros   | Jimena Arce                 | Magdalena Angulo       |          |
| 2003 | Karen Matamoros   | Millerlandy Agudelo         | Jimena Arce            |          |
| 2004 | Viviana Maya      | Sigrid Corneo               | Karen Matamoros        |          |
| 2005 | Karen Matamoros   | Mayra Chinchilla            | Edith Guillén          |          |
| 2006 | Adriana Rojas     | Alejandra Carvajal          | Yoilin Moreira         |          |
| 2007 | Adriana Rojas     | Laura Camila Lozano Ramirez | Alejandra Carvajal     |          |
| 2008 | Gloria Gutiérrez  | Luz Adriana Tovar           | Adriana Rojas          |          |
| 2009 | Evelyn García     | Natalia Navarro Cerdas      | Adriana Rojas          |          |
| 2010 | Evelyn García     | Edith Guillén               | Adriana Rojas          |          |
| 2011 | Edith Guillén     | Brenda Muñoz                | Natalia Navarro Cerdas |          |
| 2012 | Edith Guillén     | Natalia Navarro Cerdas      | Marcela Rubiano        |          |
| 2013 | Inga Čilvinaitė   | Addyson Albershardt         | Lorena Vargas          |          |
| 2014 | Olga Sabelinskaja | Flávia Oliveira             | Alena Amjaljussik      |          |
| 2015 | Milagro Mena      | Flávia Oliveira             | Ana Teresa Casas       |          |
| 2016 | Arlenis Sierra    | Ingrid Drexel               | Flávia Oliveira        |          |
| 2017 | Arlenis Sierra    | Liliana Moreno              | Lilibeth Chacón        |          |
| 2018 | Liliana Moreno    | Marcela Prieto              | Maria Jose Vargas      |          |
| 2019 | Marcela Prieto    | Andrea Ramírez              | Flávia Oliveira        |          |
| 2020 | abgesagt          | abgesagt                    | abgesagt               | abgesagt |
| 2021 | abgesagt          | abgesagt                    | abgesagt               | abgesagt |
| 2022 | Carolina Vargas   | Gabriela Soto               | Jennifer Sánchez       |          |
| 2023 | Lilibeth Chacón   | Nadia Gontova               | Marcela Prieto         |          |
| 2024 | Esther Galarza    | Gabriela Soto               | Karen Villamizar       |          |
| 2025 |                   |                             |                        |          |